# Hutu
Hutu còn được gọi là người Abahutu là một nhóm sắc tộc hoặc nhóm xã hội vùng Baltu có nguồn gốc từ khu vực Hồ Lớn châu Phi của Châu Phi, một khu vực hiện chủ yếu ở Burundi và Rwanda. Họ chủ yếu sống ở Rwanda, Burundi và Cộng hòa Dân chủ Congo ở phía đông, nơi họ tạo thành một trong những bộ phận dân số chính cùng với người Tutsi và Twa.